# Dan Eriksson (sångare)
Dan Eriksson, företagare och sångare, föddes 18 februari 1947 i Mariehamn, var sångare i det åländska bandet Hitch Hikers som startade i början av 1960-talet och som gav ut en EP ”Sweety”. Hitch Hikers turnerade en tid som heltidsmusiker i Österbotten och Åboland där de även var populära. Han var även med i orkestern Stockdoves med Rose-Marie där han sjöng och spelade bas. Var även sångare på 1960-talet i den åländska orkestern The Five.
1967 var Dan Eriksson sångare i The Anacondas som på 1960-talet var ett av Ålands populäraste band. Efter det var han med 1970 i det svenska TV-programmet Hylands hörna med sången ”Barndomshemmet” som gick upp på första platsen på svensktoppen den 21 februari 1971. Initiativet att lansera Dan i Hylands hörna kom från den dåvarande journalisten Lars Wiklöf som senare kom att bli åländsk politiker och finansminister i två omgångar på Åland.
Bor numera i Stockholm och driver tillsammans med sin fru ett företag i damklädesbranschen.